# Zohran Mamdani
Zohran Kwame Mamdani (/zəˈɹɑːn ˈkwɑːmeɪ məmˈdɑːni/ ; né le 18 octobre 1991 à Kampala, en Ouganda) est un homme politique américain.
Membre du Parti démocrate, affilié aux Socialistes démocrates d'Amérique, il est membre de l'Assemblée de l'État de New York pour le 36e district depuis 2021.
En octobre 2024, il annonce être candidat pour les élections municipales de 2025 à New York. Il remporte l'investiture démocrate le 24 juin 2025.

## Jeunesse et formation
Zohran Mamdani est né à Kampala, en Ouganda.
Sa mère est la cinéaste indo-américaine Mira Nair, récipiendaire de la Caméra d'or au Festival de Cannes 1988 pour son film Salaam Bombay!,,
Son père, Mahmood Mamdani, est professeur à la célèbre université Columbia aux États-Unis où il enseigne les sciences politiques et l'anthropologie . Universitaire ougandais d'origine indienne goudjaratie et d'obédience chiite duodécimaine, il a écrit Citizen and Subject: Contemporary Africa and the Legacy of Colonialism[1] et est également chancelier de l'université internationale de Kampala en Ouganda,,. ´
Les parents ont donné à leur fils le deuxième prénom Kwame, inspiré de l'homme d'État ghanéen Kwame Nkrumah.
Mamdani et sa famille ont déménagé au Cap, en Afrique du Sud, lorsqu'il avait cinq ans. Il a fréquenté la St. George’s Grammar School pendant que son père travaillait à l'université du Cap. La famille s'est ensuite installée à New York lorsqu'il avait sept ans. Il a été diplômé de la Bank Street School for Children et du Bronx High School of Science. Mamdani a étudié au Bowdoin College, où il a cofondé la section de l'école des Students for Justice in Palestine. Il a obtenu en 2014 une licence en études africaines,. Mamdani est devenu citoyen américain en 2018.

## Carrière
Mamdani a travaillé comme conseiller en prévention des saisies et comme joueur de cricket avant de se lancer en politique. Il s'est également produit comme rappeur dans les stations de métro de New York et comme MC de hip-hop, sous le nom de scène Mr. Cardamom. Mamdani a fait apparaître l'auteure de livres de cuisine et actrice Madhur Jaffrey dans l'une de ses vidéos de rap,.
Après avoir mené des campagnes d'organisation étudiante, Mamdani s'est impliqué en politique. En 2017, il a été bénévole pour la campagne infructueuse de Khader El-Yateem, candidat au Conseil municipal de New York, un pasteur luthérien palestinien et socialiste démocrate à Bay Ridge, Brooklyn. Mamdani a été directeur de campagne pour la tentative infructueuse de Ross Barkan au Sénat de l'État de New York en 2018. Il a également travaillé comme organisateur de terrain pour la campagne infructueuse de la socialiste démocrate Tiffany Cabán pour le poste de procureur du district du Queens en 2019,.

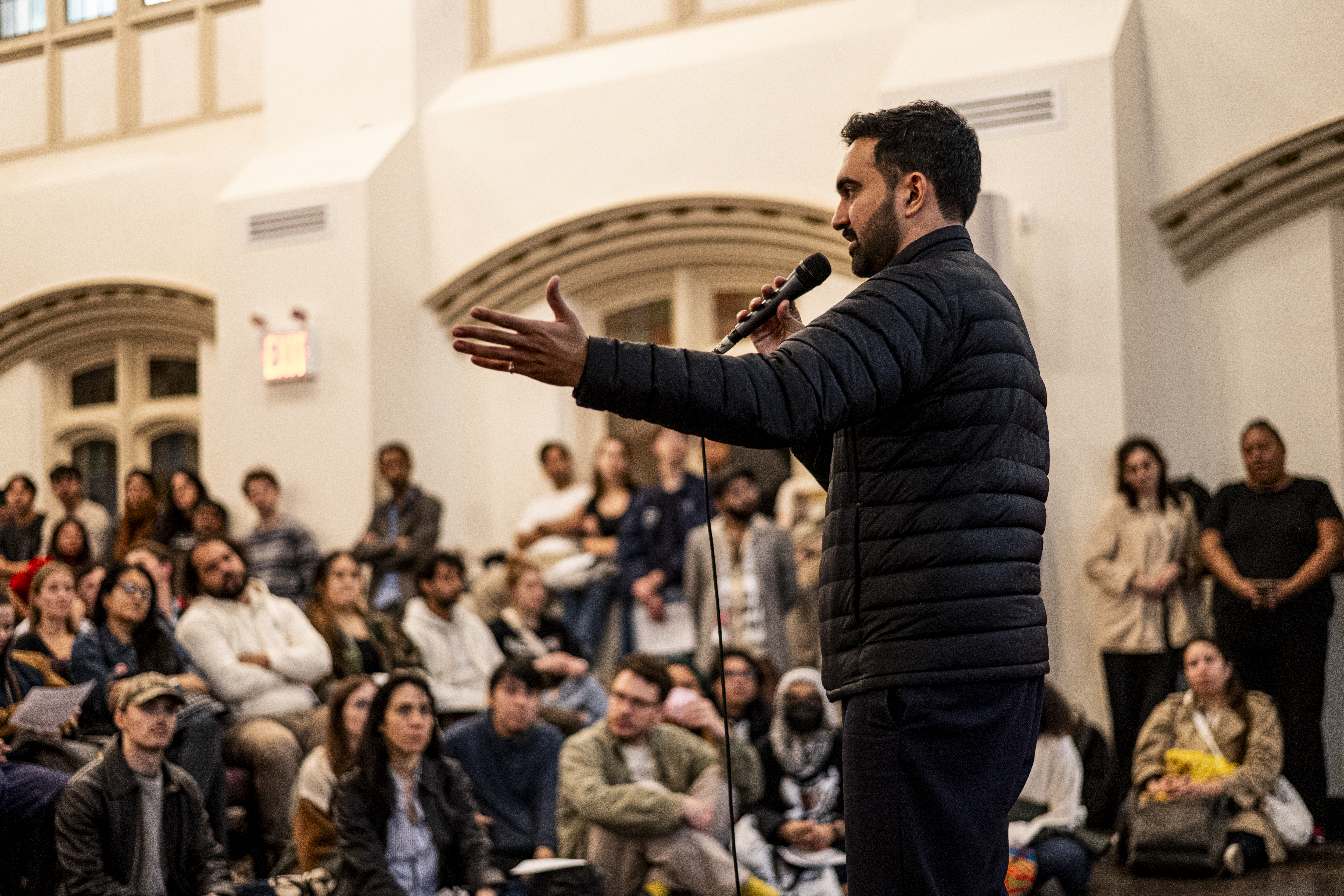
Zohran Mamdani parlant lors d'une réunion DSA 101 à l'Église du Village à NYC, le 11 novembre 2024.

### Assemblée de l'État de New York

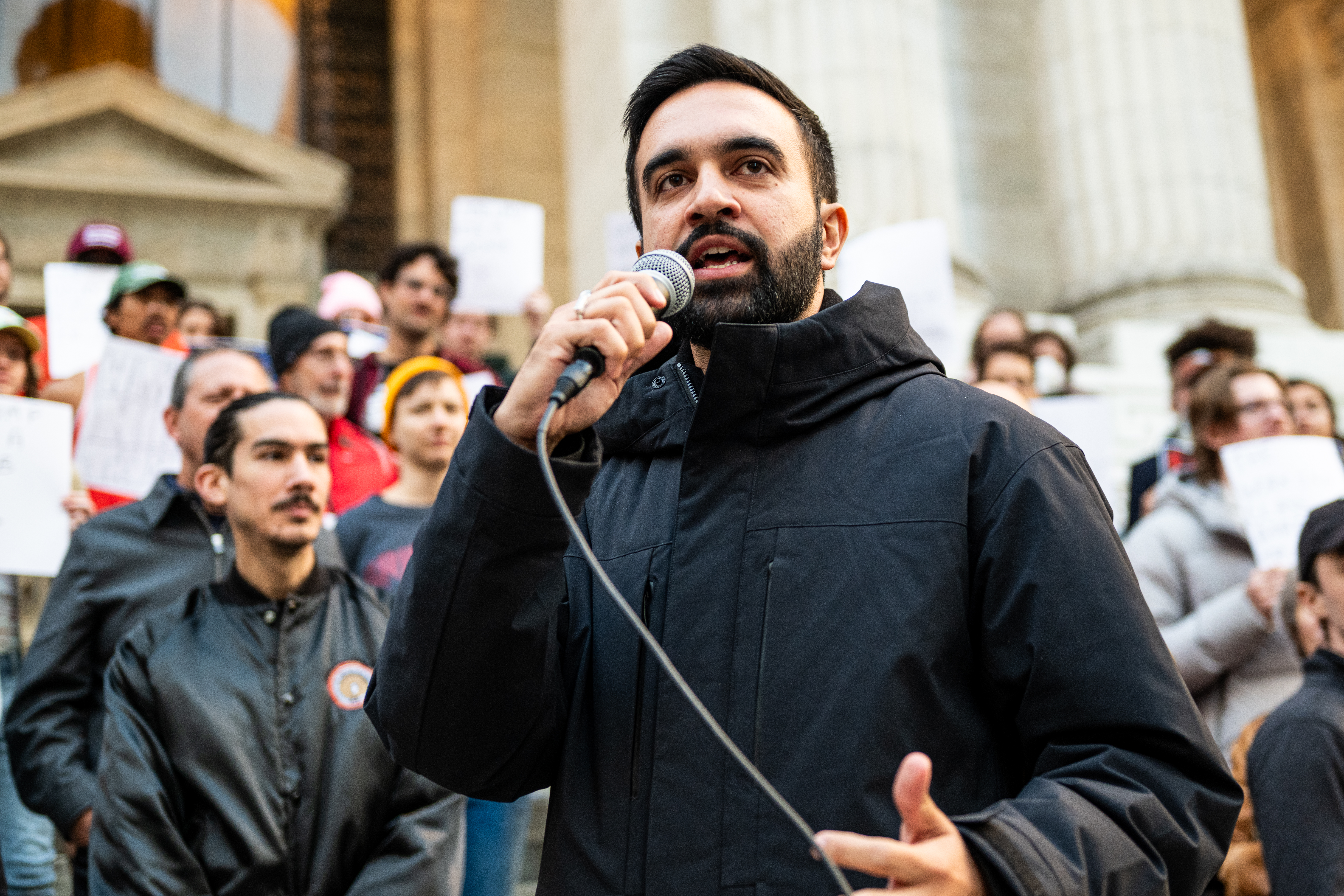
Zohran Mamdani au rassemblement Resist Fascism à Bryant Park le 27 octobre 2024.

En 2019, Mamdani a annoncé sa candidature à l'Assemblée de l'État de New York dans le 36e district, qui englobe Astoria et Long Island City dans le Queens, à New York. Mamdani s'est présenté à l'Assemblée en tant que démocrate. Il a été soutenu par les Socialistes démocrates d'Amérique et a fait campagne pour un contrôle des loyers à l'échelle de l'État de New York et la fin de l'incarcération de masse. Sa victoire aux primaires de juin 2020 contre la titulaire démocrate sortante Aravella Simotas a pris près d'un mois à être confirmée, et il a remporté l'élection générale sans opposition républicaine en novembre 2020. Mamdani a été réélu sans opposition en 2022 et 2024.
Mamdani est membre du bloc des huit membres des « Socialistes au pouvoir » des Socialistes démocrates d'Amérique et du Muslim Democratic Club de New York. Son district de l'Assemblée inclut une partie d'Astoria, qui compte une population importante de musulmans et d'Arabes et est également le centre du mouvement socialiste à New York.
En janvier 2025, Mamdani était membre des comités suivants de l'Assemblée :
- Comité sur le vieillissement
- Comité sur les villes
- Comité sur le droit électoral
- Comité sur l'énergie
- Comité sur la fiscalité des biens immobiliers
- Caucus législatif noir, portoricain, hispanique et asiatique
- Groupe de travail portoricain/hispanique
- Groupe de travail asiatique et pacifique américain
- Groupe de travail sur les nouveaux Américains[28]

Depuis mai 2025, Mamdani a été le principal parrain de 20 projets de loi à l'Assemblée et le coparrain de 238 projets de loi.

### Primaire pour la mairie de New York 2025
Le 23 octobre 2024, Mamdani annonce sa candidature à la mairie de New York pour 2025. Selon Le Point, il est perçu comme un socialiste pro-palestinien qui secoue la course à la mairie. Sa plateforme inclut le gel des loyers, des bus gratuits et des épiceries municipales. Il a également proposé que la ville gère cinq épiceries — une dans chaque arrondissement — pour faire baisser les prix des produits alimentaires. Il est soutenu par l’aile gauche du parti démocrate, de Bernie Sanders à Alexandria Ocasio-Cortez et Letitia James, la procureure générale de New York.
En mai 2025, Politico a rapporté que Mamdani n’avait pas coparrainé la résolution annuelle de l’Assemblée condamnant l’Holocauste et reconnaissant l’indépendance d’Israël en 2024. En réalité, Mamdani avait demandé à son équipe de campagne de ne plus coparrainer aucune résolution pendant la durée de sa campagne, afin de rester concentré sur celle-ci ; cette résolution n’a donc pas été reconduite automatiquement. Une vidéo postée sur le réseau social X, par Jacob N. Kornbluh, montre Mamdani affirmant regretter cette confusion, approuver le contenu même de la résolution, et rappeler qu’il avait voté en faveur de celle-ci les années précédentes.
Le 24 juin 2025, Mamdani remporte la primaire démocrate en devançant l'ancien gouverneur Andrew Cuomo, accusé d'harcèlement sexuel et soutenu par les milliardaires démocrates. Le résultat créé une importante surprise, car Cuomo a été longtemps perçu comme le grand favori de la course.
La campagne de Mamdani s'est caractérisée par une forte mobilisation populaire et par des promesses électorales axées sur l'amélioration de la vie quotidienne des New-Yorkais (ouverture d'épiceries dans les quartiers défavorisés, gel des loyers, amélioration des services publics...). Mamdani a également su mettre en valeur son plurilinguisme en s'adressant, lors de ses meetings, en anglais, en hindi ou encore en espagnol.
Il a été accusé par Andrew Cuomo et par les médias israéliens d'antisémitisme en raison de son soutien au peuple palestinien,. Néanmoins, Mamdani a fait de la lutte contre toutes les formes de discrimination et tous les types de racismes un des axes de sa campagne.

## Positions politiques et propositions
Mamdani commence à se considérer comme un socialiste démocrate après la campagne présidentielle de Bernie Sanders de 2016. Il est membre des Socialistes démocrates d'Amérique, la plus grande organisation socialiste des États-Unis,.
Le Figaro désigne Zohran Mamdani comme un « communiste » et un « extrémiste » à travers plusieurs citations.

### Garde d'enfants
Mamdani lance sa campagne pour la mairie de 2025 en mettant l'accent sur la garde d'enfants, proposant une garderie publique gratuite pour tous les enfants de six semaines à cinq ans. Il a proposé de fournir à toutes les nouvelles familles de New York des « paniers pour bébés » contenant des produits comme des couches et des fournitures pour l'allaitement.

### Criminalité
Mamdani estime que pour améliorer la sécurité publique, il faut « un travail digne, une stabilité économique et des quartiers bien dotés en ressources », plutôt que de renforcer la police et les prisons. Il prône une approche communautaire pour réduire la criminalité, en mettant l'accent sur l'aide aux sans-abri et les programmes anti-violence. Il critique une dépendance excessive envers la police pour résoudre tous les problèmes sociaux, déclarant : « La police a un rôle crucial à jouer, mais à l’heure actuelle, on compte sur elle pour pallier les échecs du filet de sécurité sociale, ce qui l'empêche de remplir ses véritables fonctions. »
Mamdani a attiré l'attention pour ne pas avoir proposé d'augmentation du budget ou des effectifs du NYPD. Il a toutefois déclaré qu'il ne réduirait pas le budget du NYPD, mais le financerait en partie en taxant davantage les entreprises et les résidents les plus riches de la ville.

### Éducation
Mamdani introduit un projet de loi pour supprimer l'exemption fiscale sur les propriétés de l'université de New York et de l'université Columbia et rediriger ces fonds vers des universités publiques sous-financées.

### Logement
Mamdani milite pour plafonner les hausses de loyer, renforcer les protections des locataires et créer une Agence de développement de logements sociaux qui construirait des logements abordables publics.

### Conflit israélo-palestinien
Début 2023, Mamdani a présenté un projet de loi intitulé Not on our dime!: Ending New York Funding of Israeli Settler Violence Act qui interdirait aux organisations caritatives enregistrées de faire des dons à des organisations soutenant les colons israéliens illégaux,. En novembre 2023, Mamdani s'est joint à Cynthia Nixon pour une grève de la faim de cinq jours devant Washington, D.C. en soutien à un cessez-le-feu immédiat et en opposition au soutien du président Joe Biden aux attaques israéliennes sur Gaza,,. En 2024, il a organisé un iftar pour un cessez-le-feu à Gaza pendant le Ramadan.
En 2025, Mamdani n'a pas co-signé la résolution annuelle de l'Assemblée de l'État condamnant l'Holocauste mais a toutefois voté en faveur de la résolution. Il n'a également pas co-signé la résolution célébrant l'anniversaire de la fondation d'Israël. Il a exprimé des préoccupations sur le langage de la résolution louant la quête de paix d'Israël avec sécurité et dignité, qu'il juge contredite par les actions du gouvernement israélien actuel. Mamdani faisait partie des cinq membres de l'Assemblée de l'État qui n'ont pas signé au moins une des deux résolutions cette année-là. Le porte-parole de sa campagne, Andrew Epstein, a déclaré : « Il soutient absolument la résolution du jour de commémoration de l'Holocauste. » Il a également noté que Mamdani a régulièrement commenté ce jour de commémoration et condamné le génocide du peuple juif. Ses décisions ont suscité des critiques de la part d'opposants, notamment le membre de l'Assemblée Sam Berger, qui l'a accusé de tendances antisémites, pointant du doigt sa condamnation d'Israël après l'attaque du 7 octobre 2023 menée par le Hamas (qui a conduit à la Guerre de Gaza) et un soutien de l'ancien élu à la Chambre des Représentants Jamaal Bowman, qui a perdu sa renomination en 2024 après des dépenses importantes de groupes pro-israéliens contre lui en raison de sa position sur la guerre de Gaza. En réponse aux critiques, Mamdani a déclaré qu'il abhorrait l'antisémitisme et reconnaissait le droit d'Israël à exister.
Plusieurs associations juives comme l'American Jewish Committee, le Metropolitan Council on Jewish Poverty and la Far Rockaway Jewish Alliance classent Zohran Mamdani comme un « antisémite ». Zohran Mamdani réfute les accusations d’antisémitisme.

### Immigration et droits des personnes transgenres
En 2025, Mamdani a participé à un rassemblement à Union Square à Manhattan pour protester contre l'administration Trump et le maire Eric Adams concernant leur politique d'immigration et la politique fédérale envers les personnes transgenres aux Etats-Unis.

### Salaire minimum
Mamdani soutient une augmentation progressive du salaire minimum à New York à 30 $ de l'heure d'ici 2030, contre 16,5 $ de l'heure en février 2025.

### Impôts
Mamdani soutient une augmentation de l'impôt sur le revenu pour le 1 % des plus riches de New York afin de collecter 20 milliards de dollars pour financer des universités CUNY et SUNY gratuites, une garde d'enfants universelle à l'échelle de l'État, un gel des tarifs du métro, des bus gratuits de la MTA, et des protections pour les locataires.

### Transports
Mamdani soutient l'élimination permanente des tarifs de bus. Il a plaidé pour un programme pilote de transport public gratuit pour les bus de la MTA,, qui a été lancé sur les lignes Q4, B60, Bx18, M116 et S46/96 à partir de septembre 2023,. Le programme a vu une augmentation de 30 % de la fréquentation en semaine, principalement par des personnes gagnant moins de 28 000 $ par an. Sur les cinq lignes rendues gratuites, les agressions contre les chauffeurs de bus ont diminué de 38,9 %. Le programme de gratuité a pris fin en août 2024 après que les législateurs de l'État n'ont pas renouvelé son autorisation,. En réponse, Mamdani a déclaré que « la MTA était opposée à ce programme… car ils disaient que ce n'était pas le moment de créer une confusion autour de la collecte des tarifs »,. Mamdani estime qu'il en coûterait environ 650 millions de dollars par an à New York pour éliminer les tarifs de bus.
En décembre 2022, Mamdani a introduit une série de projets de loi pour la session 2023 appelée « Fix the MTA ». Il a proposé des trajets de bus gratuits sur quatre ans à travers Le Bronx, Brooklyn, Queens, puis Manhattan et Staten Island. La loi Formula Three visait à combler le déficit de 2,5 milliards de dollars de la MTA avec une autre mesure gelant les tarifs à 2,75 $. Une autre disposition aurait alloué des fonds supplémentaires pour augmenter la fréquence, comme des intervalles de six minutes pour les trains et les cent lignes de bus les plus utilisées, puis utiliser tout argent supplémentaire pour augmenter le service de 20 %.
En 2023, Mamdani a co-introduit un projet de loi qui imposerait des frais d'immatriculation des véhicules basés sur le poids pour dissuader les gens de posséder des véhicules plus lourds, dans le but de rendre les rues plus sûres.
Mamdani a été un fervent défenseur de la tarification de la congestion et a rédigé un projet de loi avec le sénateur de l'État de New York Michael Gianaris appelé « Get Congestion Pricing Right ». L'objectif du projet était de financer des bus plus fréquents et fiables pour « montrer aux New-Yorkais que la tarification de la congestion sera accompagnée de meilleures options de transport public, au lieu de simplement leur imposer des coûts plus élevés ou des trajets plus longs »,. La campagne a obtenu 12,3 millions de dollars pour un service accru aux heures de pointe sur cinq lignes de bus express et des investissements dans la fiabilité de 13 lignes de bus.

## Vie privée
En 2018, Mamdani a été naturalisé citoyen américain. Il est musulman, pratiquant la branche chiite de l'islam,. En 2025, il épouse l'illustratrice sirio-américaine Rama Duwaji,,.